# 부경보건고등학교
부경보건고등학교(釜慶保健高等學校)는 부산광역시 사하구 장림동에 있는 사립 고등학교이다.

## 학교 연혁
- 1977년 6월 1일 개교(부산직할시 부산진구 개금동)설립자 겸 초대교장 권성태 선생님 취임
- 1980년 1월 12일 제1회 졸업식(졸업생 427명)
- 1981년 2월 14일 신축교사 준공 이전(35개 교실)(부산직할시 북구 괘법동 561 1)
- 1986년 11월 24일 문교부지정 학력인정 사회교육시설 부산경희여자상업학교(주간30학급, 야간30학급)
- 1987년 4월 21일 학칙 변경(주간 39학급, 야간 39학급)
- 1987년 4월 23일 신축교사 준공 이전(47개 교실) (부산광역시 사하구 장림2동 60 13)
- 1989년 2월 28일 전면 학력인정(대통령령 제12633호)
- 1989년 3월 1일 제2대 주도일 교장선생님 취임
- 1990년 3월 1일 제3대 권성태 교장선생님 취임
- 1992년 2월 17일 증축교사 18개 특별교실(총 65개 교실) 및 주차장 완공
- 1995년 12월 29일 "경희여자상업고등학교"로 교명 및 학칙 변경
- 1997년 10월 10일 "경희정보여자고등학교"로 교명 및 학칙 변경(주간 39학급, 야간 3학급)
- 2000년 2월 11일 제21회 졸업식 (졸업생 477명)
- 2001년 2월 13일 제22회 졸업식 (졸업생 770명, 총 17,474명)
- 2002년 2월 15일 제23회 졸업식 (졸업생 574명, 총 18,048명)
- 2002년 6월 18일 "부경정보과학고등학교"로 교명 및 학칙변경,남녀공학, 미용과, 사이버정보과신설
- 2003년 2월 1일 제24회 졸업식 [졸업생 446명 (1년 3학기제 85명포함) 총 18,494명]
- 2003년 3월 1일 제4대 한인자 교장선생님 취임
- 2003년 10월 13일 학칙변경 ： 간호과, 응급구조과 신설
- 2004년 2월 19일 제25회 졸업식 [졸업생 334명 (1년 3학기제 63명포함)총 18,743명]
- 2004년 7월 26일 "부경보건고등학교"로 교명 변경
- 2005년 2월 18일 제26회 졸업식 [졸업생 496명 (1년 3학기제 222명포함)총 19,239명]
- 2005년 8월 23일 中國 길림성 연길 백산 실험학교(실업고등학교)와 자매 결연
- 2006년 2월 20일 제27회 졸업식 [졸업생 647명 (1년 3학기제299명포함)총 19.886명]
- 2006년 9월 22일 학칙 변경(아동복지보육과 개설)
- 2007년 2월 16일 28회 졸업식 ［졸업생 357명 총 19,723명］
- 2007년 3월 1일 제5대 권성태 교장선생님 취임
- 2010년 2월 10일 제31회 졸업식［졸업생 352명, 총 20,763명］
- 2010년 3월 1일 제6대 조문수 교장선생님 취임
- 2011년 2월 10일 제32회 졸업식［졸업생 386명, 총 21,149명］
- 2012년 2월 9일 제33회 졸업식 ［졸업생 398명, 총 21,547명］
- 2013년 2월 7일 제34회 졸업식 ［졸업생 총 22,019명］
- 2014년 2월 6일 제35회 졸업식 ［졸업생 총 22,386명］
- 2015년 2월 11일 제36회 졸업식 ［졸업생 총 22,760명］
- 2016년 2월 12일 제37회 졸업식
- 2017년 2월 15일 제38회 졸업식
- 2018년 2월 13일 2018년 제 39 회 졸업식
- 2019년 2월 28일 제 40회 졸업식(2019,2.12) (졸업생 총 23,173명)
- 2020년 1월 7일 제41회 졸업식(2020.1.7) (졸업생 총 24,640명)